# 陽流砲術
陽流砲術(ようりゅうほうじゅつ)は砲術の流派のひとつ。
抱大筒と呼ばれる大口径の火縄銃を扱うことで知られる。九州筑前国の福岡藩主黒田氏の家臣の高野安長が流祖。その後、藩老林家の一系に世襲され、明治以降はその親類の尾上家に伝えられた(無形文化財)。高野安長ー安房ー村上吉正ー(林)吉利ー林直益ー利邑ー直房ー直温ー直内ー直射(西南役で自刃)。尾上家で世襲したという伝説があるが、史料的裏づけがない。尾上家に伝わる最古の大筒に安部何々という銘があるため、安部流の分かれのようにいう説もあるが関係無い。そもそも考証上、その年代に作られた大筒とは認めがたい。
福岡藩の初代藩主である黒田長政の鎧の胴中紋の「コクモチ」日輪紋を流印として陽流と定める。